# Ферман, Карл-Густав
Карл-Густав Ферман (швед. Carl Gustaf Fehrman, 1746, Стокгольм — 24 декабря 1798, Стокгольм) — шведский медальер, сын медальера Даниеля Фермана.

## Биография
Учился в Королевской академии свободных искусств. В 1764 году, когда его отец из-за болезни вынужден был прекратить работу, занял его должность гравёра на Монетном дворе Швеции.
В 1774 году для совершенствования образования выехал во Францию, посетил Руан и Париж. В 1775 году переехал в Рим, совершал поездки в Неаполь. В 1778 году покинул Италию, вновь отправившись во Францию, а через год вернулся в Швецию.
С 1787 года — профессор Королевской академии свободных искусств.
Создал множество медалей в честь правителей, других выдающихся людей и событий своего времени, в том числе: на смерть короля Адольфа Фредрика (1771), убийство короля Густава III.
Свои работы подписывал «C.G.F.» или полным именем.